# Leptonychia youngii
Leptonychia youngii är en malvaväxtart som beskrevs av Arthur Wallis Exell och Mendonca. Leptonychia youngii ingår i släktet Leptonychia och familjen malvaväxter. Inga underarter finns listade i Catalogue of Life.